# Corona circolare

Corona circolare

In matematica, e più precisamente nella geometria piana, una corona circolare o anello è un insieme di punti del piano compresi tra due cerchi concentrici.

## Proprietà

### Area
L'area di una corona circolare delimitata da due circonferenze di raggio rispettivamente R e r è data da:
{\displaystyle A=\pi (R^{2}-r^{2})}
È interessante notare come l'area si può anche ottenere moltiplicando π per il quadrato della metà del segmento di lunghezza maggiore che può essere inscritto nella corona stessa.

### Topologia
Una corona circolare è topologicamente equivalente ad un cilindro {\displaystyle S^{1}\times (0,1)}. L'oggetto topologico è generalmente chiamato anello o nastro.

### Descrizione con i numeri complessi
Usando la notazione del piano complesso, si può identificare una corona circolare centrata in un punto {\displaystyle z_{0}} come il luogo dei punti {\displaystyle z} tali che:
{\displaystyle r<|z-z_{0}|<R}.
In analisi complessa, le corone circolari sono il tipo di insiemi su cui è naturale studiare le serie di Laurent.

## Curiosità
- Le eclissi anulari hanno questo nome poiché la porzione di sole (o luna) che rimane visibile è proprio una corona circolare.